# Escudo de La Caldera
El escudo del municipio de La Caldera es el escudo oficial que utilizan las diferentes áreas y dependencias de la municipalidad de la localidad de La Caldera, capital del departamento de La Caldera. Está compuesto por la escultura del Cristo Penitente, una estatua local de 26 m de altura, dos ramas de laurel que están unidas por una cinta terciada en faja y un gaucho cabalgando y que sostiene una lanza tacuara.

## Simbología

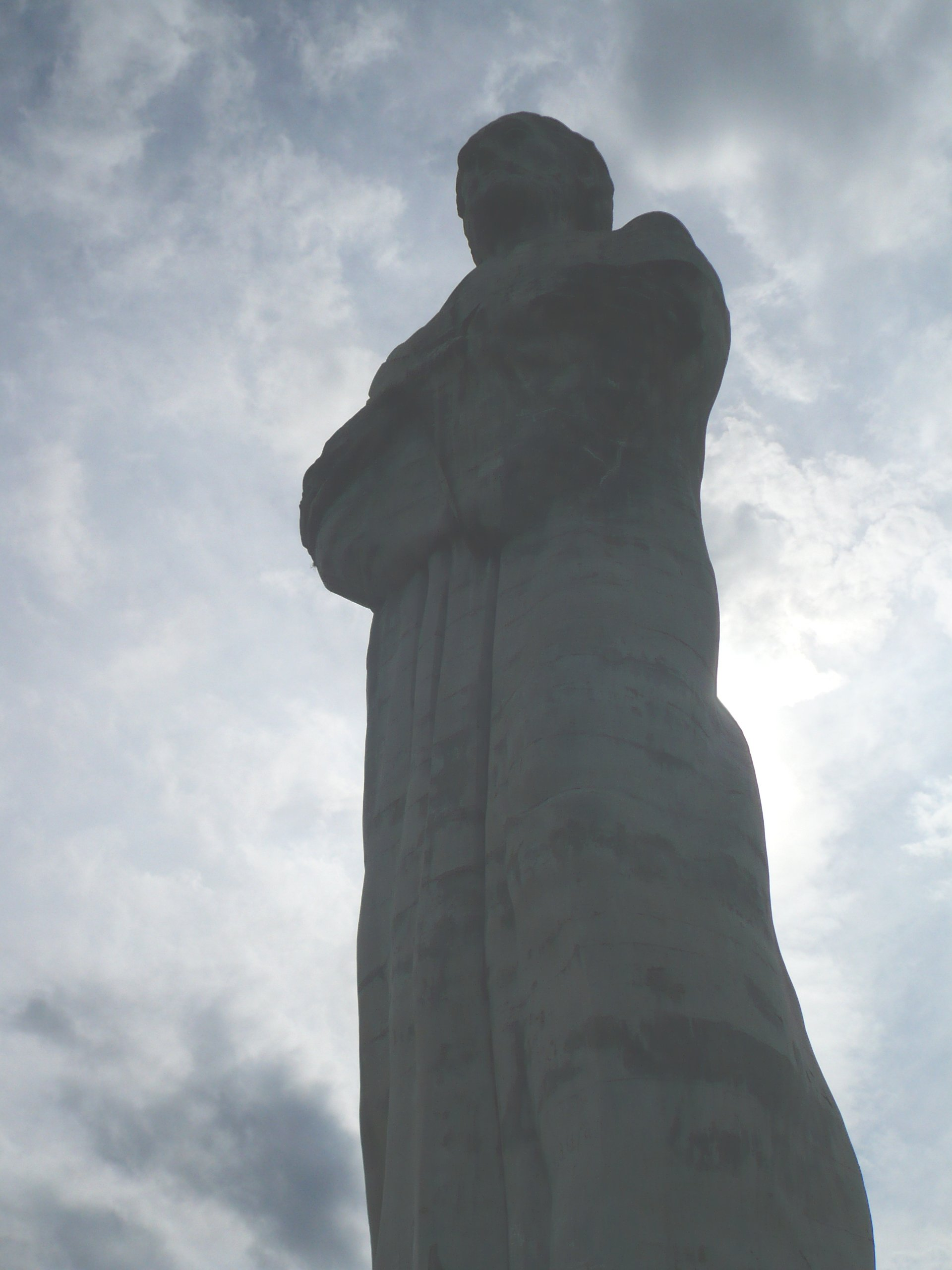
Cristo penitente de La Caldera.

El Cristo Penitente es una escultura de Jesucristo de 26 metros de altura ubicada en el oeste del pueblo y fue realizada por el arquitecto y artista plástico tucumano Juan Carlos Iramain. El gaucho hace referencia a la gesta heroica llevada a cabo por Güemes. Los laureles simbolizan las glorias obtenidas